# Biserica „Acoperământul Maicii Domnului” din Pelinei
Biserica „Acoperământul Maicii Domnului” este o biserică amplasată în Pelinei, raionul Cahul, Republica Moldova. Este un monument arhitectural de importanță națională inclus în Registrul monumentelor Republicii Moldova ocrotite de stat cu nr. 47 (raionul Cahul). Datează din 1914.